# Super League 2015-2016 (calcio femminile Belgio)
L'edizione 2015-2016 è stata la prima della Super League, la nuova massima serie del campionato belga femminile di calcio. A seguito dello scioglimento della BeNe League, campionato misto belga e olandese, la federazione calcistica belga ha istituito la Super League come livello di vertice nazionale, basato sul sistema delle licenze di partecipazione. Il torneo ha preso il via il 28 agosto 2015 e si è concluso il 21 maggio 2016.
Il campionato è stato vinto dallo Standard Liegi, al primo titolo di Super League, nonché ventesimo titolo di campione belga, sesto consecutivo. Aline Zeler, calciatrice dello Standard, ha vinto lo Sparkle, il premio come migliore calciatrice della stagione.

## Stagione

### Novità
Alla prima edizione della Super League vennero ammesse 8 squadre. Cinque delle sei squadre belga che avevano preso parte all'ultima edizione della BeNe League vennero ammesse alla Super League, ovvero Anderlecht, Gent, Lierse, OH Lovanio e Standard Liegi, mentre il Club Bruges rinunciò. Queste cinque furono integrate da tre squadre provenienti dalla Division 1, ovvero Eva's Tienen, Genk ed Heist.

### Formato
La stagione venne divisa in due fasi. Nel corso della prima fase le otto squadre partecipanti si affrontavano in un girone all'italiana con partite di andata e ritorno per un totale di 14 giornate. Le squadre accedevano alla seconda fase con metà dei punti conquistati nella prima fase, con eventuale arrotondamento per eccesso. Nella seconda fase le migliori quattro giocavano un ulteriore girone all'italiana e la prima classificata veniva dichiarata campione del Belgio e veniva ammessa alla UEFA Women's Champions League della stagione successiva. Le peggiori quattro della prima fase giocavano un altro girone all'italiana per la determinazione dei piazzamenti, con l'ultima classificata retrocessa in Division 1 a condizione che la vincitrice della Division 1 ottenga la licenza di partecipazione alla Super League.

## Squadre partecipanti
| Club           | Città             | Stadio                         | Stagione precedente      |
| -------------- | ----------------- | ------------------------------ | ------------------------ |
| Anderlecht     | Anderlecht        | RSCA Football Academy          | 8º posto in BeNe League  |
| Eva's Tienen   | Tienen            | Sint-Barbaracomplex            | 1º posto in Division 1   |
| Genk           | Genk              | Turkse Rangers                 | 2º posto in Division 1   |
| Gent           | Gand              | Stadio PGB                     | 9º posto in BeNe League  |
| Heist          | Heist-op-den-Berg | Centro sportivo comunale       | 6º posto in Division 1   |
| Lierse         | Lier              | Herman Vanderpoortenstadion    | 7º posto in BeNe League  |
| OH Lovanio     | Lovanio           | Stadio Gemeentelijk            | 13º posto in BeNe League |
| Standard Liegi | Liegi             | Accademia Robert Louis-Dreyfus | 1º posto in BeNe League  |

## Prima fase

### Classifica finale
|  | Pos. | Squadra        | Pt | G  | V  | N | P  | GF | GS | DR  |
|  | ---- | -------------- | -- | -- | -- | - | -- | -- | -- | --- |
|  | 1.   | Anderlecht     | 35 | 14 | 11 | 2 | 1  | 29 | 4  | +25 |
|  | 2.   | Lierse         | 31 | 14 | 9  | 4 | 1  | 30 | 7  | +23 |
|  | 3.   | Standard Liegi | 29 | 14 | 9  | 2 | 3  | 55 | 12 | +43 |
|  | 4.   | Gent           | 23 | 14 | 7  | 2 | 5  | 23 | 16 | +7  |
|  | 5.   | Genk           | 18 | 14 | 6  | 0 | 8  | 17 | 21 | -4  |
|  | 6.   | Eva's Tienen   | 12 | 14 | 3  | 3 | 8  | 12 | 30 | -18 |
|  | 7.   | Heist          | 9  | 14 | 2  | 3 | 9  | 8  | 27 | -19 |
|  | 8.   | OH Lovanio     | 3  | 14 | 1  | 0 | 13 | 2  | 59 | -57 |

Legenda:
      Ammessa al girone per il titolo.
      Ammessa al girone per la salvezza.
Regolamento:
Tre punti a vittoria, uno a pareggio, zero a sconfitta.

### Risultati
|                | And  | Eva  | Gnk  | Gnt  | Hei  | Lie  | OHL  | Sta  |
| -------------- | ---- | ---- | ---- | ---- | ---- | ---- | ---- | ---- |
| Anderlecht     | –––– | 5-0  | 2-0  | 2-0  | 0-0  | 3-0  | 3-0  | 2-1  |
| Eva's Tienen   | 0-0  | –––– | 1-0  | 2-3  | 2-2  | 0-3  | 3-0  | 1-4  |
| Genk           | 0-1  | 1-0  | –––– | 4-2  | 1-0  | 1-2  | 3-0  | 0-4  |
| Gent           | 0-1  | 2-0  | 4-1  | –––– | 1-2  | 1-1  | 4-0  | 0-2  |
| Heist          | 1-2  | 1-1  | 0-3  | 0-2  | –––– | 0-5  | 1-0  | 0-1  |
| Lierse         | 1-0  | 4-0  | 1-0  | 0-0  | 2-0  | –––– | 2-0  | 1-1  |
| OH Lovanio     | 0-6  | 0-2  | 0-3  | 0-1  | 1-0  | 0-7  | –––– | 1-9  |
| Standard Liegi | 1-2  | 5-0  | 4-0  | 1-3  | 6-1  | 1-1  | 15-0 | –––– |

## Seconda fase

### Girone per il titolo

#### Classifica finale
|  | Pos. | Squadra        | Pt | G | V | N | P | GF | GS | DR |
|  | ---- | -------------- | -- | - | - | - | - | -- | -- | -- |
|  | 1.   | Standard Liegi | 31 | 6 | 5 | 1 | 0 | 13 | 4  | +9 |
|  | 2.   | Lierse         | 25 | 6 | 3 | 0 | 3 | 12 | 9  | +3 |
|  | 3.   | Anderlecht     | 21 | 6 | 0 | 3 | 3 | 5  | 13 | -8 |
|  | 4.   | Gent           | 17 | 6 | 1 | 2 | 3 | 6  | 10 | -4 |

Legenda:
      Campione del Belgio e ammessa alla UEFA Women's Champions League 2016-2017
Regolamento:
Tre punti a vittoria, uno a pareggio, zero a sconfitta.
Punti portati dalla prima fase:
- Anderlecht 18 punti
- Lierse 16 punti
- Standard Liegi 15 punti
- Gent 12 punti

Note:
Il Lierse non si è iscritto alla stagione successiva.

#### Risultati
|                | And  | Gnt  | Lie  | Sta  |
| -------------- | ---- | ---- | ---- | ---- |
| Anderlecht     | –––– | 0-0  | 1-2  | 0-2  |
| Gent           | 1-1  | –––– | 1-0  | 1-2  |
| Lierse         | 6-1  | 3-1  | –––– | 0-3  |
| Standard Liegi | 1-1  | 3-1  | 2-1  | –––– |

### Girone per la salvezza

#### Classifica finale
|       | Pos. | Squadra      | Pt | G | V | N | P | GF | GS | DR  |
| ----- | ---- | ------------ | -- | - | - | - | - | -- | -- | --- |
|       | 5.   | Eva's Tienen | 21 | 6 | 5 | 0 | 1 | 17 | 9  | +8  |
|       | 6.   | Genk         | 16 | 6 | 2 | 1 | 3 | 9  | 9  | 0   |
|       | 7.   | Heist        | 16 | 6 | 3 | 2 | 1 | 10 | 5  | +5  |
| [ 8 ] | 8.   | OH Lovanio   | 3  | 6 | 0 | 1 | 5 | 3  | 16 | -13 |

Legenda:
      Retrocessa in Division 1 2016-2017
Regolamento:
Tre punti a vittoria, uno a pareggio, zero a sconfitta.
Punti portati dalla prima fase:
- Genk 9 punti
- Eva's Tienen 6 punti
- Heist 5 punti
- OH Lovanio 2 punti

#### Risultati
|              | Eva  | Gnk  | Hei  | OHL  |
| ------------ | ---- | ---- | ---- | ---- |
| Eva's Tienen | –––– | 5-1  | 2-5  | 4-0  |
| Genk         | 0-1  | –––– | 1-1  | 4-0  |
| Heist        | 1-2  | 1-0  | –––– | 2-0  |
| OH Lovanio   | 2-3  | 1-3  | 1-1  | –––– |